# Gladys Brockwell
Gladys Brockwell (26 de septiembre de 1893 - 2 de julio de 1929) fue una actriz cinematográfica estadounidense de la época del cine mudo.

## Early life
Su verdadero nombre era Gladys Lindeman, y nació en el barrio de Brooklyn, en la ciudad de Nueva York. Era la hija de una corista, y fue iniciada en el ambiente teatral a temprana edad. Siendo adolescente ya era una veterana e interpretaba primeros papeles dramáticos. Debutó en el cine en la Costa Este de los Estados Unidos en 1913 con el nombre artístico de Gladys Brockwell, trabajando entonces para los Lubin Studios. 

## Carrera
Progresando en su carrera, Brockwell se mudó a Hollywood, donde consiguió un importante papel en el film de 1922 Oliver Twist, así como en el de 1923 Nuestra Señora de París.
Brockwell nunca llegó a ser una de las glamourosas primeras actrices de la época. Mediada la década de 1920 ya pasaba de los treinta años de edad y, aunque todavía interpretaba primeros papeles femeninos, Brockwell actuaba principalmente con papeles de reparto. Considerada una de las mejores actrices de reparto del momento, no solo se adaptó sin problemas al cine sonoro, sino que destacó en el mismo, actuando por vez primera en una cinta sonora en 1928 con Lights of New York, recibiendo buenas críticas por su actuación. Dicha producción la ligaba a Warner Bros., y era el inicio de una prometedora carrera en el cine sonoro.

## Fallecimiento
Sin embargo, el 27 de junio de 1929 Gladys Brockwell y su amigo Thomas Brennan sufrieron un accidente de tráfico cerca de Calabasas, California. Brockwell quedó atrapada bajo el coche, que era conducido por Brennan.
Seriamente herida, la actriz, entonces con 35 años de edad, falleció unos días más tarde en un hospital de Hollywood, California. Su médico, el Dr. Norman P. Sprague, dijo que falleció a causa de una peritonitis. Sus restos fueron incinerados, y las cenizas entregadas a los allegados.
El último film de Gladys Brockwell fue The Drake Case, dirigido por Edward Laemmle para Universal Studios y estrenado a título póstumo en septiembre de 1929.

## Selección de su filmografía

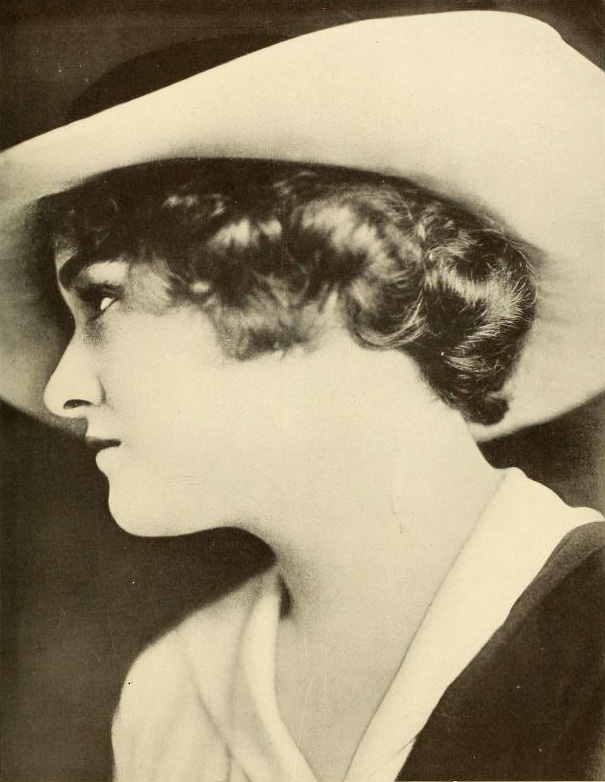
Gladys Brockwell (1917)

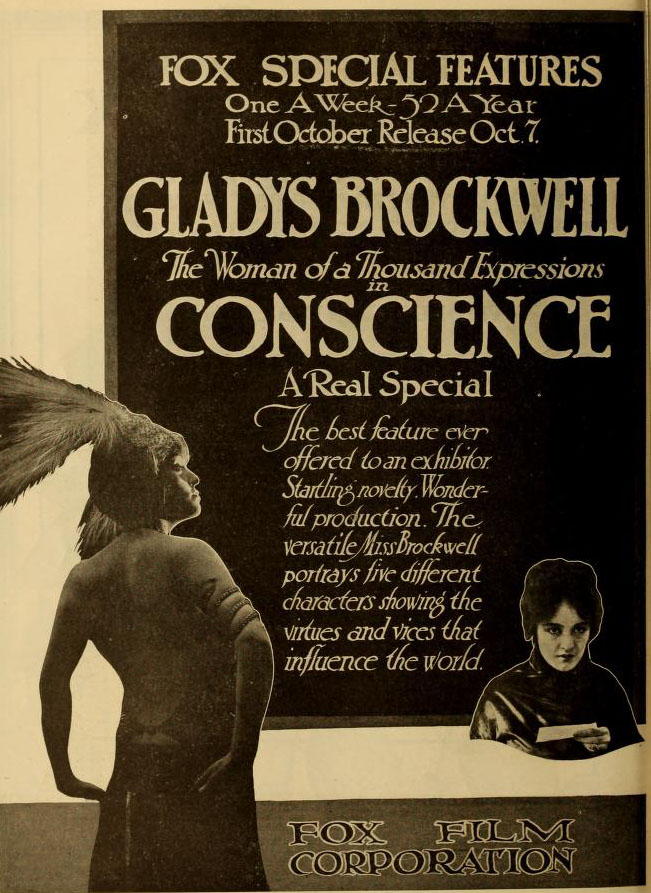
Conscience (1917)

| Año  | Título                        | Papel                         |
| ---- | ----------------------------- | ----------------------------- |
| 1913 | The Rattlesnake               |                               |
| 1913 | When Mountain and Valley Meet |                               |
| 1914 | The Typhoon                   | Helene                        |
| 1914 | The Worth of a Life           | Ruby Baker                    |
| 1915 | A Man and His Mate            | Betty                         |
| 1915 | Providence and the Twins      | Miss Abagail Dean             |
| 1916 | The Crippled Hand             | The Prima Donna               |
| 1916 | The Fires of Conscience       | Margey Burke                  |
| 1917 | The Price of Her Soul         | Ailene Graham                 |
| 1917 | The Soul of Satan             | Miriam Lee                    |
| 1918 | The Devil's Wheel             | Blanche De Montfort           |
| 1918 | Kultur                        | Condesa Griselda von Arenburg |
| 1919 | Pitfalls of a Big City        | Molly Moore                   |
| 1919 | Chasing Rainbows              | Sadie                         |
| 1920 | Flames of the Flesh           | Candace                       |
| 1920 | A Sister to Salome            | Elinore Duane                 |
| 1921 | The Sage Hen                  | The Sage Hen                  |
| 1922 | Oliver Twist                  | Nancy                         |
| 1922 | Double Stakes                 |                               |
| 1922 | Paid Back                     | Carol Gordon                  |
| 1923 | Penrod and Sam                | Mrs. Schofield                |
| 1923 | The Darling of New York       | Kitty                         |
| 1924 | The Foolish Virgin            | Nancy Owens                   |
| 1924 | So Big                        | Maartje Poole                 |
| 1925 | Chickie                       | Jennie                        |
| 1925 | Stella Maris                  | Louisa Risca                  |
| 1926 | Her Sacrifice                 | Mary Cullen                   |
| 1926 | Twinkletoes                   | Cissie Lightfoot              |
| 1926 | The Last Frontier             |                               |
| 1927 | Long Pants                    | Su madre                      |
| 1927 | The Country Doctor            | Myra Jones                    |
| 1927 | El séptimo cielo              | Nana                          |
| 1928 | My Home Town                  | Mae Andrews                   |
| 1928 | The Home Towners              | Lottie Bancroft               |
| 1929 | The Hottentot                 | Mrs. Chadwick                 |
| 1929 | The Argyle Case               | Mrs. Martin                   |
| 1929 | Hardboiled Rose               | Julie Malo                    |
| 1929 | The Drake Case                | Lulu Marks                    |